# Скрильников Микола Петрович
Микола Петрович Скрильников (10 листопада 1926, м. Уяр Красноярського краю) — заслужений працівник культури РРФСР, заслужений працівник культури УРСР.

## Життєпис
Народився 10 листопада 1926 року у м. Уяр Красноярського краю, Росія.
Закінчив Московський державний інститут культури. У 1943—1950 рр. служив у Червоній Армії — Радянській Армії, звільнився у запас у чині капітана. Брав участь у бойових операціях на Далекому Сході.
З серпня 1984 р. працював у Чернівецькій обласній філармонії на посаді завідувача заслуженим Буковинським ансамблем пісні і танцю, у 1986—1994 рр. — заступник директора Чернівецької обласної філармонії.
У лютому 1994 р. вийшов на пенсію.

## Відзнаки, нагороди
- Заслужений працівник культури РРФСР.
- Заслужений працівник культури УРСР.
- Медаль «За перемогу над Японією».
- Медаль «30 років Радянській Армії та Флоту».
- Медаль «За освоєння цілинних земель».